# Muhammet Mertek
Muhammet Mertek (* 1964 in Espiye, Türkei) ist ein türkischer Lehrer und Autor.

## Leben
Von 1983 bis 1987 studierte er zunächst Germanistik und Pädagogik an der Universität Ankara, anschließend zwischen 1987 und 1992 Germanistik, Pädagogik und Nordistik in Münster. Seit 1992 ist er als Lehrer für die Fächer Islamischer Religionsunterricht und Türkisch an der Sophie-Scholl-Gesamtschule in Hamm tätig.
Muhammet Mertek setzt sich schon seit Jahren aktiv und engagiert für den Dialog zwischen Menschen, Kulturen und Religionen in der Gesellschaft ein. In Vorträgen an Schulen und Universitäten sowie in Vereinen und Kirchengemeinden befasst er sich mit Themen wie Integration und Migration, Erziehung und Bildung, Sprache und Identitäten, Grundlagen des Islams und Salafismus, Dialog und kulturelles Zusammenleben Stellung. Zu diesen Themen hat er auch mehrere Publikationen verfasst.
Er war von 1998 bis 2013 als Chefredakteur der Zeitschrift „Die Fontäne“ tätig (ehrenamtlich). Darüber hinaus betreute er die Veröffentlichung von Büchern anderer Autoren als Lektor und Redakteur. Mertek ist Mitbegründer des Bildungs- und Umweltvereins e.V. (1995) und des Instituts für Religion und Ethik e.V. (1999) in Hamm.
Als Lehrbeauftragter für islamische Fachdidaktik führte er 2013 an der Leopold-Franzens-Universität Innsbruck (Österreich) Lehramtsstudierende in Theorie und Praxis der allgemeinen Didaktik und der sich entwickelnden Fachdidaktik des Islamischen Religionsunterrichts ein.
Seit dem 3. November 2018 ist Mertek Vorstandsmitglied der Interreligiösen Arbeitsstelle e.V.

## Bibliographie

### Bücher
- Türkisch-deutsches Wörterbuch islamischer Begriffe; Izmir 1997, 2. überarbeitete Auflage Frankfurt am Main 2012, ISBN 978-3-944206-03-5
- Der Islam: Glaube, Leben, Geschichte; 2. Auflage Hamm 2004, 3. überarbeitete Auflage Frankfurt am Main 2012, ISBN 978-3-944206-02-8
- Tschingis Aitmatov; Kindheit in Kirgisien (Übersetzung ins Türkische), erschienen unter dem Titel „Cocuklugum“; Istanbul 2002
- Avrupa`daki Anadolu: Toplum, Eğitim, Dil (Anatolien in Europa: Gesellschaft, Erziehung und Bildung, Sprache); Istanbul 2006
- Lehr- und Arbeitsmaterialien für den Islamunterricht 1; Hamm 2009
- Beigetragen hat er als Übersetzer aus dem Deutschen ins Türkische und Lektor des Buches von Prof. Fuat Sezgin „Jubiläumsband zum dreißigjährigen Bestehen des Institutes für Geschichte der Arabisch-Islamischen Wissenschaften. In europäischen Sprachen erschienene Vorworte zu Publikationen des Institutes aus den Jahren 1984 bis 2011“. (Timaş Yayınları, Istanbul 2014)
- Ömer Seyfettin - Seçme Hikayeler/Ausgewählte Kurzgeschichten; Önel Verlag; Köln 2016, ISBN 978-3-939372-74-5
- Ömer Seyfettin - Seçme Hikayeler/Ausgewählte Kurzgeschichten; Çalışma Kitabı/Arbeitsbuch; Önel Verlag; Köln 2016
- Peyami Safa – Fatih-Harbiye; Roman İnceleme Kitabı/Arbeitsbuch über Roman; Önel Verlag; Köln 2020
- Heinz Halm, Şiiler (Übersetzung ins Türkische); Runik Kitap; Istanbul 2020  ISBN 978-605-06194-5-4

### Beiträge in Sammelbänden
- Die Schulbildung türkischer Migranten. Türkei-Europa, Zwischen Partnerschaft und Konfrontation; 2006
- Dialog als menschliche Verpflichtung. Schritte zu einer Kultur des Miteinanders; 2008
- Ethik und Gesellschaft, Ethik im Weltkontext, Springer VS; 2014

## Belege
1. ↑  INTR°A

| Personendaten    | Personendaten               |
| ---------------- | --------------------------- |
| NAME             | Mertek, Muhammet            |
| KURZBESCHREIBUNG | türkischer Lehrer und Autor |
| GEBURTSDATUM     | 1964                        |
| GEBURTSORT       | Espiye                      |